# Cantons del Losera

Els cantons de la Losera

Els districtes de la Losera

Llista dels 25 cantons de la Losera agrupats per districtes:

## Districte de Florac
En aquest districte hi ha 7 cantons amb cap a la sotsprefectura de Florac:
- cantó de Barra de las Cevenas
- cantó de Florac
- cantó de Lo Mas Sagran
- cantó de Maruèis
- cantó de Lo Pònt de Montvèrd
- cantó de Santa Enimia
- cantó de Sent German de Calbèrta

## Districte de Mende
En aquest districte hi ha 18 cantons amb cap a la prefectura de Mende:
- cantó d'Autmont d'Aubrac
- cantó de Lo Blumar
- cantó de La Canorga
- cantó de Chanac
- cantó de Chastèlnòu de Randon
- cantó de Fornèls
- cantó de Grandrieu
- cantó de Langònha
- cantó de Lo Malasiu
- cantó de Maruèjols
- cantó de Mende-Nord
- cantó de Mende-Sud
- cantó de Las Binals
- cantó de Sench Aubanh
- cantó de Sant Amans
- cantó de Sanch Èli d'Apcher
- cantó de Sent German del Telh
- cantó de Vilafòrt